# Gójar
Gójar és un municipi situat en la part meridional de la comarca de la Vega de Granada (província de Granada), als peus de Serra Nevada, (a uns 8 km de la capital granadina), en Andalusia (Espanya). Limita amb els municipis de Ogíjares, La Zubia, Dílar i Villa de Otura.
Posseïx un extens patrimoni natural, solcat de nombroses rutes on practicar el senderisme i per les quals conèixer els seus llocs pintorescs, amb noms tan curiosos com la Boca de la Pescá, el Collao del Fraile, la Fuente del Artillero, los Molinos de Ampuero, el Cerro del Bufón,el Molino del Buquete i el Molino de Bedril. A aquests recursos naturals s'uneix també un conjunt interessant d'edificis antics, espargits tant en l'interior del nucli urbà com als afores de la població. En un medi ambient bucòlic, Gójar ofereix als turistes un nucli que ha sabut protegir-se de les edificacions modernes i conservar el seu aspecte rural i el seu gust d'història.

## Història
Es coneix poc, per escrit, de la història d'aquest municipi situat en l'espai conegut com La Campana per ser el territori on s'escoltava el so de la campana de la Torre de la Vela de la Alhambra. Segons Enríquez de Jorquera va ser fundat durant la dominació musulmana i conquistat directament pels Reis Catòlics en la campanya que va acabar amb la presa de la capital en 1492. Va sofrir, per tant, les conseqüències que es van derivar de la rebel·lió dels moriscs i de l'expulsió d'aquests, sent repoblat el nucli urbà per Felip II en la segona meitat del segle xvi amb colons procedents d'altres regions espanyoles.

## Llocs d'interès
El principal monument d'aquesta localitat és la seva església parroquial, dedicada a la Santísima Verge de la Pau, edificada en el segle xvi i atribuïda a l'arquitecte Pedro Machuca, el mateix que va construir el Palau de Carles V a Granada. També mereixen citar-se l'ermita de les Tres Creus, aixecada en el segle xvii i dintre ja del nucli urbà a causa del creixement d'aquest durant l'últim terç del segle xx, en el cridat Camí de la Fàbrica; la Casa Gran, del segle xvi, un edifici senyorial amb capella pròpia que pertany a la família Villanova i està situada en el carrer del mateix nom, i altra casa monumental en la plaça, aquesta del segle xviii, igualment de propietat privada.
A les característiques pròpies d'un municipi proper a la capital, és a dir, creixement ràpid en el segle passat i moltes zones residencials als voltants del nucli urbà històric, Gójar ofereix no obstant això un nucli principal que ha sabut salvaguardar-se majoritàriament de les construccions modernes, pel que pot gaudir-se enmig d'un ambient bucòlic i rural. Una tradició destaca sobre les altres: durant la tarda-nit del Dissabte Sant se celebra el que s'ha donat a cridar la Festa del Llorer, consistent que els mossos ronden a les seves núvies –i al reunir-se en colles a les núvies dels altres també- i els oferixen flors i plantes, entre elles llorer, com mostra d'amor.

## Festes
Durant la primera desena de setembre se celebren en Gójar les festes patronals i populars en honor de la Divina Pastora. El Dia de la Creu, el 3 de maig, s'organitza un concurs d'aquests monuments i els veïns participen majoritàriament de la festivitat, el mateix que de la de San Marcos, el 25 d'abril, durant la qual se sol sortir al camp en reunions familiars i d'amics per a menjar el tradicional hornazo o bollo d'oli.

## Gastronomia
Els seus paratges cantats fa segles i ratificats en els nostres dies per la quantitat de persones que viuen en aquest poble, no es queden enrere en les seves propostes i ofertes culinàries; les seves vendes han estat port cibárico per a gaudir amb una àmplia quantitat de plats amb ingredients dels seus cultius de regadiu. Per San Marco es menja el hornazo en el riu Dílar on de vegades es capturen truchas. En honor d'un plat molt venut en les seves vendes, va aquesta recepta:
Cuixa de xai al forn; ingredients per a 4 persones: 2 cuixes de xai de llet de 500 g aproximadament. 8 cebes 3 grans d'all, 1 tomàquet sal i pebre, vi Blanc oli d'oliva verge extra Per a la guarnició: 4 patates 1 ceba Elaboració: Escalfar el forn a 180°. Fer corts en les potes i ficar una clivella d'all en cadascun. Fregar la cama amb l'oli i salpebrar a gust i amb les herbes. Deixar-la refrigerada 2-3 hores. Ficar la cama en una cassola al forn, rostir-la una hora i 20 minuts. Deixar-la reposar almenys 10 minuts abans de trinxar-la.